# Wolne Tory
Wolne Tory – potocznie część Poznania, na którą składają się przede wszystkim obszerne tereny pokolejowe pomiędzy torowiskami stacji Poznań Główny, a ulicami Matyi, Przemysłową i tyłami zabudowań Wildy przy ul. Roboczej (m.in. ZNTK Poznań) o łącznej powierzchni około 117 hektarów.

## Przeszłość
Tereny Wolnych Torów to dawne torowiska odstawcze i ładunkowe stacji Poznań Główny, obecnie w dużym stopniu rozebrane i nieeksploatowane. Z czasem planowana jest całkowita zabudowa tego rejonu. Na terytorium Wolnych Torów znajdowały się w całości trzy ulice: Spichrzowa, Magazynowa i Drzewna – wszystkie miały charakter industrialny, bez funkcji mieszkaniowej.

## Koncepcje rozwoju
W 2013 roku na terenie Wolnych Torów została otwarta Galeria Handlowa Poznań City Center, budynek Dworca Głównego oraz Dworca Autobusowego PKS będących częścią Zintegrowanego Centrum Komunikacyjnego. W marcu 2014 zakończono wstępne konsultacje społeczne wśród mieszkańców Poznania, na temat sposobu zagospodarowania około 50 ha terenów pomiędzy Mostem Dworcowym a ul. Hetmańską. Opinie zgłoszone w drodze tych konsultacji będą miały wpływ na określenie warunków konkursu na koncepcję dalszego zagospodarowania Wolnych Torów.
Według planów z 2018 główną osią kompozycyjną całej dzielnicy ma być linia tramwajowa na osi północ-południe. Na pozyskanych terenach powstać ma dzielnica o charakterze śródmiejskim, mieszkalno-usługowa, z terenami zielonymi i przestrzeniami ogólnodostępnymi. Od północy teren otwierać ma duży i reprezentacyjny Plac Demokracji (około 300 m²), docelowe miejsce imprez miejskich. Przestrzeń ta ma w zamierzeniach graniczyć z tzw. nowym city, gdzie wokół głównego skrzyżowania z promieniście rozchodzącymi się ulicami, planuje się wznieść zabudowę wysoką z zachowaniem istniejących, wartościowych budynków postindustrialnych. Rozległy park, częściowo nad torowiskami kolejowymi łączyć ma Łazarz i Wildę, dotąd rozdzielone koleją. Na potrzeby edukacyjne zaadaptowany zostać ma m.in. pawilon dawnego dworca Kolei Kluczborskiej. Hale dawnych ZNTK również zostaną wykorzystane do nowych celów. Obok powstanie kameralny park i nowy kościół. Od południa dzielnice zamykać będzie trójkątny plac przy wieży ciśnień i Młynie Hermanka. Według koncepcji potencjał Wolnych Torów w zakresie przyszłej liczby mieszkańców ocenia się na 14,5 tys. osób.
Ruch samochodowy ma być odseparowany od głównych ciągów pieszych. Główną trasą dla samochodów ma być odsunięta na zachód od głównej osi arteria o charakterze miejskim. Dla połączenia samochodowego Wildy z Łazarzem przewiduje się tunel samochodowy, z odgałęzieniem do starego dworca Poznań Główny (ul. Dworcowa). Po zachodniej stronie torowisk planowana jest dwujezdniowa ul. Dolna Głogowska.

## Budowa
Jako pierwszy na terenie nowej dzielnicy powstaje kompleks biurowców Nowy Rynek. Powierzchnia biurowa tego zespołu wyniesie 62.670 m², a mieszkalna 20.370 m². Budową zajmuje się przedsiębiorstwo Skanska z Warszawy. Projektantami są architekci z Medusa Group: Przemysław Łukasik i Łukasz Zagała.